# کاریلو
کاریلو (به اسپانیایی: Cariló) یک منطقهٔ مسکونی در آرژانتین است که در بخش پینامار واقع شده‌است. کاریلو ۱٬۵۵۳ نفر جمعیت دارد و ۱ متر بالاتر از سطح دریا واقع شده‌است.